# Bancharampur
Bancharampur (en bengali : বাঞ্ছারামপুর) est une upazila du Bangladesh dans le district de Brahmanbaria. En 2010, on y dénombrait 358 371 habitants.